# Gözde Türkpençe
Gözde Türkpençe (Istanbul, 28 ottobre 1984) è un'attrice turca, nota per aver interpretato il ruolo di Banu Vardar nella serie Brave and Beautiful (Cesur ve Güzel).

## Biografia
Gözde Türkpençe è nata il 28 ottobre 1984 a Istanbul (Turchia) e ha una sorella che si chiama Ahu Türkpençe, anch'ella dedita alla recitazione.

## Carriera
Gözde Türkpençe dopo gli studi superiori, ha studiato danza alla Mimar Sinan Güzel Sanatlar Üniversitesi. In seguito ha continuato a studiare in Inghilterra con una borsa di studio. Successivamente ha studiato presso il teatro Müjdat Gezen Sanat. Dopo la fine della sua formazione, nel 2006 ha fatto il suo primo passo nella recitazione con la serie televisiva Şöhret Okulu. Nel 2008 ha interpretato il ruolo di Ceren nella serie Proje 13.
Nel 2010 ha interpretato il ruolo di Dilbaz nella serie Şenlikname: Bir İstanbul Masalı. Nello stesso anno ha recitato nella serie Türkan.
Nel 2011 ha interpretato il ruolo di Perihan nella serie Canan. L'anno successivo, nel 2012, ha interpretato il ruolo di Özge Küçük Hesaplar. Nel 2013 ha interpretato il ruolo di Nagehan nella serie Güzel Çirkin. Nello stesso anno ha recitato nella serie Meddah. L'anno successivo, nel 2014, ha ricoperto il ruolo di Ayten nel film Meddah diretto da Batur Emin Akyel.
Nel 2014 e nel 2015 ha interpretato il ruolo di Esra nella serie Ulan Istanbul. Nel 2016 ha interpretato il ruolo di Neslihan nel film televisivo Deli Saçmasi.
Nel 2016 e nel 2017 è entrata a far parte del cast della serie Brave and Beautiful (Cesur ve Güzel) nel ruolo di Banu Vardar. Nel 2017 ha ricoperto il ruolo di Elis nel film Aci Tatli Eksi diretto da Andaç Haznedaroglu. L'anno successivo, nel 2018, ha interpretato il ruolo di Eda nella miniserie Dip.

## Vita privata
Gözde Türkpençe è sposata dal 2019 con Ciner Turgay, figlio del capo di Ciner Media Group, Turgay Ciner.

## Filmografia

### Cinema
- Meddah, regia di Batur Emin Akyel (2014)
- Aci Tatli Eksi, regia di Andaç Haznedaroglu (2017)

### Televisione
- Şöhret Okulu – serie TV (2006)
- Proje 13 – serie TV (2008) – Ceren
- Şenlikname: Bir İstanbul Masalı – serie TV (2010) – Dilbaz
- Türkan – serie TV (2010)
- Canan – serie TV (2011) – Perihan
- Küçük Hesaplar – serie TV (2012) – Özge
- Güzel Çirkin – serie TV (2013) – Nagehan
- Meddah – serie TV (2013)
- Ulan Istanbul – serie TV (2014-2015) – Esra
- Deli Saçmasi – film TV (2016) – Neslihan
- Brave and Beautiful (Cesur ve Güzel) – serial TV, 32 episodi (2016-2017) – Banu Vardar
- Dip – miniserie TV (2018) – Eda

## Doppiatrici italiane
Nelle versioni in italiano dei suoi film e delle sue serie TV, Gözde Türkpençe è stata doppiata da:
- Alessandra Bellini[21] in Brave and Beautiful[22]

## Riconoscimenti
- Kemal Sunal Culture and Art Award
  - 2017: Vincitrice come Miglior attrice non protagonista per la serie Brave and Beautiful (Cesur ve Güzel)